# 胡赛音·斯牙巴也夫
胡赛音·斯牙巴也夫（Құсайын Сиябаев 1919年—1990年4月），哈萨克族，新疆伊宁县人，中华人民共和国官员。

## 生平
胡赛音·斯牙巴也夫1936年毕业于苏联乌孜别克斯坦中亚大学行政系。青年时期参加新疆反帝会，被盛世才逮捕关押4年。1944年，参加新疆三区革命，历任伊犁日报社哈萨克文版编辑，伊宁县副区长，巩留县第一骑兵团司令部战役科科长兼侦察连连长，巩留县民族军骑兵团副参谋长兼作战部总指挥，伊犁东突厥斯坦革命青年团副主席。
1949年9月新疆和平解放后，历任温泉县副县长、县长，新疆省教育厅社会教育处处长，石河子农学院副院长，新疆维吾尔自治区教育厅副厅长，新疆维吾尔自治区第四届政协副主席，新疆维吾尔自治区职工业余大学、电视大学副校长，奎屯农学院副院长，新疆维吾尔自治区第六届人大常委会副主任。他是第七届全国政协常委。1956年6月加入中国共产党。
1990年4月，胡赛音·斯牙巴也夫逝世。